# Ляды (деревня, Драчковский сельсовет)
Ляды — деревня в Смолевичском районе Минской области Белоруссии. Входит в состав Драчковского сельсовета. Расположена в 37 км на юг от города Смолевичи, в 45 км от Минска.

## История

### В составеРоссийской Империи
Деревня известна с середины XIX столетия. В 1858 году было 95 жителей мужского пола и 93 жительницы женского пола.
В 1870 году во владении Ельских в Смиловичской волости Игуменского уезда Минской губернии, 99 душ мужского пола. Входила в состав одноименного имения.
В 1884 году была открыта школа грамоты, в которой в 1890/91 учебном году училось 12 мальчиков.
Согласно переписи 1897 года было 58 дворов, 258 жителей. В 1909 году было 89 дворов, 418 жителей.

### Советский период
С февраля по декабрь 1918 была оккупирована войсками кайзеровской Германии, с августа 1919 года по июль 1920 года — войсками Польши.
С 1919 года — в БССР. С 20 августа 1924 — в Драчковском сельсовете. В 1926 году было 98 дворов, 485 жителей. В начале 1930-х годов действовал колхоз «Новая жизнь», столярная мастерская и кузница.
Во время Великой Отечественной войны с конца июня 1941 года по начало июля 1944 года была оккупирована.
В 1959 году было 476 жителей.

### В настоящее время
В 1996 году было 81 хозяйство, 153 жителя, животноводческая ферма.
В 2013 году было 38 хозяйств, 68 жителей, действовал дом социальных услуг.